# استيراد أسلحة الجيش الجمهوري الأيرلندي المؤقت
بدأ استيراد أسلحة الجيش الجمهوري الأيرلندي المؤقت في جمهورية أيرلندا من أجل استخدامه في أيرلندا الشمالية في بدايات السبعينيات من القرن العشرين. قاد هذا الجيش باستخدام هذه الأسلحة حملة مسلحة ضد الدولة البريطانية في الشمال الأيرلندي.

## الأسلحة الأمريكية
كان الجيش الجمهوري الأيرلندي المؤقت في المراحل الأولى من المشاكل في أيرلندا في الفترة الممتدة بين عامي 1969 و 1972، ضعيف من ناحية السلاح (فقير بالسلاح). لم يستطيعوا الوصول إلا للأسلحة المتبقية من الحملة الحدودية الفاشلة للجيش الجمهوري الأيرلندي بين عامي 1956 و 1962، لكن كانت هذه الأسلحة قديمة وغير ملائمة لحملة حديثة.
سيطر الجيش الجمهوري الأيرلندي المؤقت بعد عام 1969 وانشقاق الجيش الجمهوري الأيرلندي الرسمي على غالبية مخزون الأسلحة الذي بقي من حملات الجيش الجمهوري الأيرلندي السابقة. ووجدوا أنّ معظم المخزون يتكون من أسلحة صغيرة تعود إلى ما قبل الحرب العالمية الثانية وهي تتنوع ما بين بنادق لي-إنفيلد وإم1 وإم1 كاربين ورشاش إم بي-40 ورشاشات تومبسون بالإضافة إلى مدافع برن الرشاشة الخفيفة ومسدسات ويبلي. استُخدمت بنادق إم1 في عمليات الجيش الجمهوري الأيرلندي المؤقت في أواخر صيف عام 1976، عندما أُطلِقت النار على دورية من الجيش البريطاني في جنوب مقاطعة أرما باستخدام واحدة من هذه البنادق المحشوة بذخيرة خارقة للدروع.
احتاج الجيش الجمهوري الأيرلندي المؤقت للاستمرار بتصعيد حملاتهم المسلحة أن يكون مجهزًا بشكل أكبر، وهذا يعني الحصول على الأسلحة الصغيرة الحديثة. جرى الحصول على الأسلحة في الحملات السابقة قبل بدء القتال بواسطة مداهمة الجيش البريطاني وحتى مخازن أسلحة الجيش الأيرلندي. لكن لم يعد هذا ممكنًا في الفترة الممتدة بين 1969 و 1971. تمكن الجيش الجمهوري الأيرلندي المؤقت من امتلاك كميات كبيرة من الأسلحة الصغيرة الحديثة بحلول عام 1972، وبشكل خاص بنادق أرماليت، التي صُنعت وجرى شرائها في الولايات المتحدة الأمريكية. عُثر على بندقية أرماليت من طراز إيه أر-18، والتي كانت مناسبة جدًا لحرب العصابات بسبب حجمها الصغير وجسمها القابل للطي عنى أنه من السهل إخفاؤها. بالإضافة إلى ذلك، فهي قادرة على إطلاق النار بسرعة وأيضًا تطلق النار رشًا بشكل سريع ما يعني توفر قدرة كبيرة على إيقاف الطرف الآخر.
كان جورج هاريسون هو مبعوث السلاح الأساسي للجيش الجمهوري الأيرلندي المؤقت في الولايات المتحدة، وهو جندي قديم في الجيش الجمهوري الأيرلندي، مقيم في نيويورك منذ العام 1938. اشترى هاريسون الأسلحة لصالح الجيش الجمهوري الأيرلندي المؤقت من تاجر أسلحة كورسيكي يدعى جورج دي ميو، والذي كان ذا صلة بالجرائم المنظمة. شكّل جو كاهيل صلة الوصل بين لجنة المساعدات (المعونات) الشمالية الأيرلندية وهاريسون. في عام 1971، استولت شرطة أولستر الملكية على 700 سلاح حديث من الجيش الجمهوري الأيرلندي المؤقت، بما في ذلك 2 طن من المتفجرات الثقيلة و157000 مخزنًا من الذخيرة، معظمها من الصناعة الأمريكية.
أنفق هاريسون ما يقدر بمليون دولار في السبعينيات من القرن العشرين لشراء أكثر من 2500 قطعة من السلاح للجيش الجمهوري الأيرلندي المؤقت. ووفقًا لكلام براندن هيوز عضو الجيش الجمهوري الأيرلندي المؤقت والذي أصبح فيما بعد قائدًا لقوات الجيش في سجن لونغ كيش، فإنّ الجيش الجمهوري الأيرلندي المؤقت هرّب أسلحة صغيرة من الولايات المتحدة الأمريكية عن طريق البحر في سفينة الملكة إليزابيت 2 من نيويورك مرورًا بساوثهامبتون، بمساعدة أعضاء أيرلنديين من طاقم السفينة، حتى قبض مكتب التحقيقات الفيدرالي (أف بي آي) على شبكة التهريب في ثمانينيات القرن العشرين. شملت الشحنات المهربة على متن سفينة الملكة إليزابيت 2 بنادق إم 16 وبنادق كار-15 وبنادق أرماليت من طراز إيه أر – 18 وإيه أر – 15، بالإضافة إلى مسدسات براوننج ومسدسات سميث&ويسون، وقد شُحنوا من ساوثهامبتون إلى بلفاست في شحنات صغيرة.
في أواخر سبعينيات القرن العشرين، أُرسل عضو آخر من الجيش الجمهوري الأيرلندي المؤقت وهو غابرييل ماغاهي  إلى الولايات المتحدة الأمريكية للحصول على المزيد من الأسلحة، وحصل على المزيد من بنادق أرماليت من طراز إيه أر – 15 بالإضافة إلى عدد من بنادق هكلر آند كوخ، وأسلحة أخرى. ومجددًا موّل الجمهوريون الأمريكيون الأيرلنديون عمليات شراء الأسلحة. استوردت مجموعة من مدافع إم 60 الرشاشة في عام 1977. هُرِّبت أيضًا بعض المدافع الرشاشة المتعددة الأغراض من نوع براونينغ إم 1919 برفقة مدافع إم 60.
ألقت الأف بي آي القبض على هاريسون في عام 1981، لكنه حصل على براءته في المحاكمة. ألقت الأف بي آي أيضًا القبض على ماغاهي عام 1982 بعد عملية خداع ناجحة له، حيث كان يحاول شراء صواريخ أرض-جو لصالح الجيش الجمهوري الأيرلندي المؤقت. وحُكم عليه بالسجن لمدة سبع سنوات.
في عام 1984، حذّرت الأف بي آي جمهورية أيرلندا من وجود شحنة أسلحة كبيرة للجيش الجمهوري الأيرلندي المؤقت في طريقها من الولايات المتحدة الأمريكية، وستُنقل الأسلحة إلى سفينة أيرلندية لصيد الأسماك في المحيط الأطلسي. بعد ذلك، اكتشفت السلطات الأيرلندية سفينة الأسلحة وقد كانت تدعى ماريتا آن، ويُزعم حدوث هذا بعد الحصول على معلومات سرية من شون أوكلاهان، عميل استخبارات غاردا شاوشانا في الجيش الجمهوري الأيرلندي المؤقت. قابلت ثلاثة سفن تابعة للبحرية الأيرلندية السفينة قبالة ساحل مقاطعة كيري، ومنعتها من الهروب عن طريق إطلاق النار التحذيري. صعد فريق من البحرية بالإضافة إلى ضباط من الغاردا على السفينة، وألقوا القبض على الطاقم المؤلف من خمسة أفراد وصادروا سبعة طن من المعدات العسكرية، بالإضافة للأدوية، وكتيبات التدريب الإرشادية، ومعدات الاتصال. قامت المافيا الأيرلندية في وينتر هيل جنوب بوسطن بالتبرع بالأسلحة.

## الأسلحة الليبية
كان المصدر الآخر لأسلحة الجيش الجمهوري الأيرلندي المؤقت في السبعينيات من القرن العشرين هو رئيس الجمهورية العربية الليبية معمر القذافي الذي كان يمارس وقتها إستراتيجية ضد مصالح الولايات المتحدة في الشرق الأوسط عن طريق رعاية النشاط شبه العسكري ضدها وضد حلفائها في أوروبا الغربية.
أُرسلت شحنة الأسلحة الليبية الأولى للجيش الجمهوري الأيرلندي المؤقت بين عامي 1972 و 1973، وذلك بعد زيارة جو كاهيل إلى ليبيا. تلقت حكومة جمهورية أيرلندا في بدايات عام 1973 معلومات استخباراتية تفيد أنّ السفينة كلوديا تحمل شحنة من الأسلحة، ووُضعت هذه السفينة تحت المراقبة في 27 مارس. اعترضت دورية مؤلفة من ثلاث سفن تابعة للبحرية الأيرلندية السفينة كلوديا في المياه الإقليمية الأيرلندية بالقرب من هيلفيك هيد في مقاطعة وترفورد، واستولت على خمسة أطنان من الأسلحة الليبية الصغيرة وعلى الذخيرة الموجودة على متن السفينة. تضمنت الأسلحة المضبوطة 250 سلاح صغير سوفييتي الصنع، و240 بندقية، بالإضافة إلى الألغام المضادة للدبابات وأنواع أخرى من المتفجرات. وُجد كاهيل أيضًا على متن السفينة وأُلقي القبض عليه. وتشير التقديرات إلى وصول ثلاث شحنات أخرى من الأسلحة المشابهة في طبيعتها وحجمها للشحنة الأولى قد وصلت إلى الجيش الجمهوري الأيرلندي المؤقت في نفس الفترة الزمنية. ذكر الصحفي إد مولوني أنه كان الفضل للشحنات الليبية المبكرة بتزويد الجيش الجمهوري الأيرلندي المؤقت بأول قاذفات القنابل الصاروخية أر بي جي 7، وقدم القذافي أيضًا ما بين ثلاثة إلى خمسة ملايين دولار للمنظمة من أجل تمويل نشاطاتها. إلّا أن الاتصال مع الحكومة الليبية توقف عام 1976.